# Tethys fimbria
Tethys fimbria Linnaeus, 1767 è un mollusco nudibranco appartenente alla famiglia Tethydidae.

## Descrizione
È il più grande tra i nudibranchi mediterranei, fino a 30 centimetri.

Come per la ballerina spagnola può nuotare tramite ondulazioni del corpo e dei cerata, modificati, che vengono chiamati fenicura.

## Biologia
Si nutre di crostacei ed echinodermi.

## Distribuzione e habitat
È diffusa nel mar Mediterraneo e nell'oceano Atlantico orientale, su fondali fangosi o sabbiosi, tra 20 e 150 metri di profondità.